# 王荣轩
王荣轩（1944年7月—），男，河北丰润人，中华人民共和国政治人物。北京师范大学中文系汉语言文学专业毕业，大学学历。

## 生平
1975年加入中国共产党。历任航空工业部420厂（现成都发动机集团公司）党委副书记；成都市委副书记、副市长、市长、市委书记，中共四川省委常委等职。2004年2月被补选为四川省人大常委会副主任。